# Grycken (Stora Kopparbergs socken, Dalarna)
Grycken är en sjö i Falu kommun i Dalarna och ingår i Dalälvens huvudavrinningsområde. Sjön är 21 meter djup, har en yta på 2,27 kvadratkilometer och är belägen 129 meter över havet.

## Delavrinningsområde
Grycken ingår i det delavrinningsområde (672805-148409) som SMHI kallar för Utloppet av Grycken. Medelhöjden är 187 meter över havet och ytan är 21,34 kvadratkilometer. Räknas de 36 avrinningsområdena uppströms in blir den ackumulerade arean 272,02 kvadratkilometer. Faluån (Säpptjärnsån) som avvattnar avrinningsområdet har biflödesordning 3, vilket innebär att vattnet flödar genom totalt 3 vattendrag innan det når havet efter 232 kilometer. Avrinningsområdet består mestadels av skog (73 procent). Avrinningsområdet har 2,31 kvadratkilometer vattenytor vilket ger det en sjöprocent på 10,8 procent. Bebyggelsen i området täcker en yta av 0,82 kvadratkilometer eller 4 procent av avrinningsområdet.